# Trzej towarzysze (film)
Trzej towarzysze (ang. Three Comrades) – amerykański film z 1938 roku w reżyserii Franka Borzage.

## Obsada
- Robert Taylor jako Erich Lohkamp
- Margaret Sullavan jako Patricia Hollmann
- Franchot Tone jako Otto Koster
- Robert Young jako Gottfried Lenz
- Guy Kibbee jako Alfons
- Lionel Atwill jako Breuer
- Henry Hull jako doktor Becker
- Charley Grapewin jako miejscowy lekarz
- Monty Woolley jako doktor Jaffe

## Nagrody i nominacje
| Nazwa nagrody | Wygrane            | Nominacje                                                |
| ------------- | ------------------ | -------------------------------------------------------- |
| Oscar         | 1939 bez rezultatu | 1939 Najlepsza aktorka pierwszoplanowa Margaret Sullavan |

| Nazwa organizacji                                      | Wygrane                                  | Nominacje    |
| ------------------------------------------------------ | ---------------------------------------- | ------------ |
| Stowarzyszenie Nowojorskich Krytyków Filmowych (NYFCC) | 1939 Najlepsza aktorka Margaret Sullavan | 1939 wygrana |